# 2019年二十國集團大阪峰會
2019年二十國集團大阪峰會（英語：2019 G20 Osaka summit；日语：／ Jī tuenti Ōsaka samitto */?）是二十國集團第十四次高峰會，於該年6月28至29日在日本大阪府大阪市舉行。這是日本首次舉辦二十國集團峰會。主場地位於大阪市咲洲的大阪國際貿易展覽館（Intex大阪）。

## 筹备工作

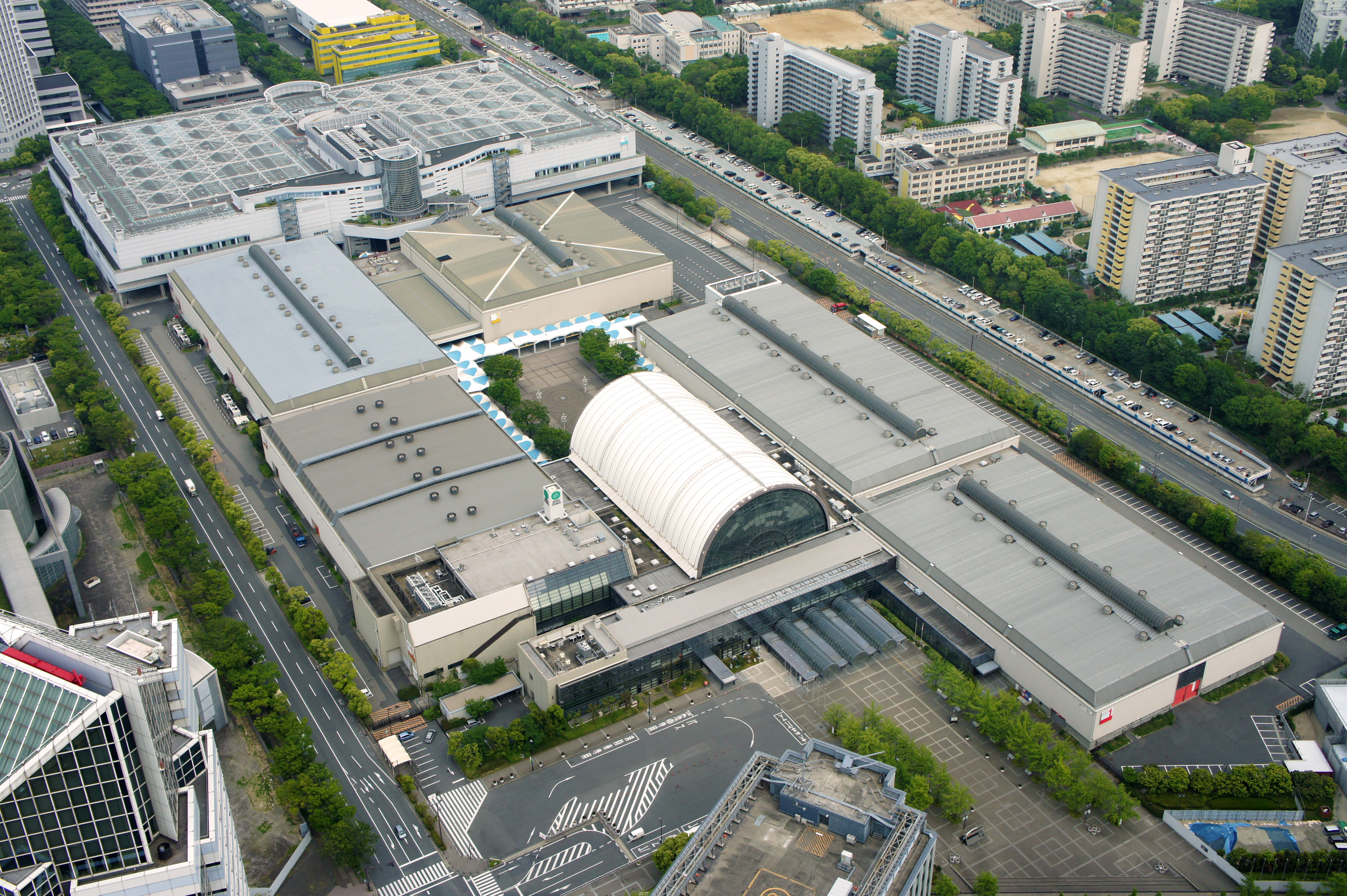
大阪國際貿易展覽館

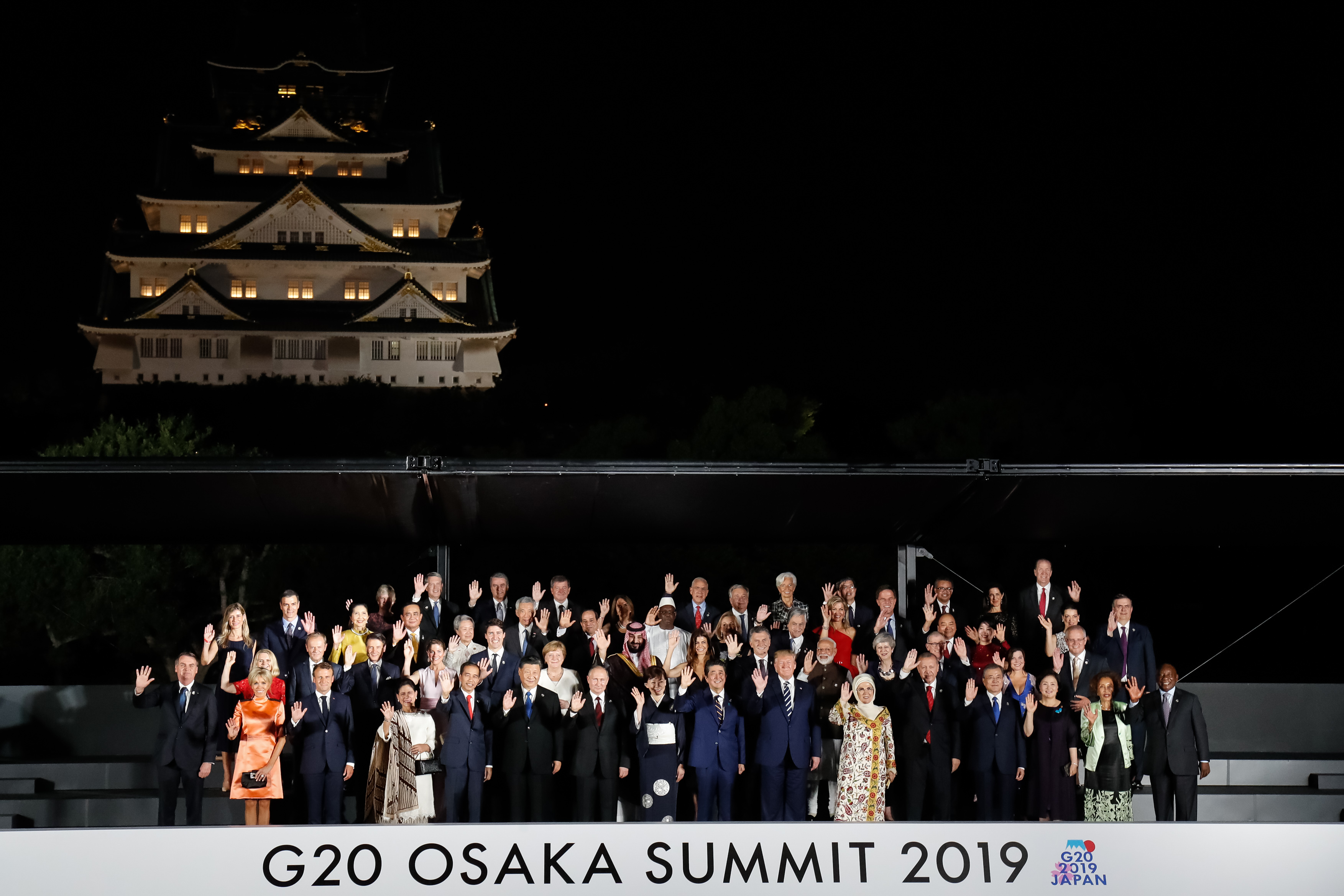
大阪城

2017年7月8日，G20漢堡峰會闭幕时宣布本次峰会于日本举行后，共有大阪府和大阪市、爱知县、福冈市4个自治体竞逐举办地。另有声音认为「来访日本的各国首脑可能会与天皇陛下会面」，建议在東京举办，但考虑到对2019年世界杯橄榄球赛的影响，东京都对竞选持消极态度。
在考察了候选地酒店可接收人数和安保等方面的情况后，2018年2月20日，日本政府决定于大阪举行领导人峰会、福冈举行财长和央行行长会议，21日由内閣官房長官菅義偉正式宣布。
2018年4月2日，日本政府公开领导人峰会日程和相关部长会议安排，其中相关部长会议共8项。
| 部长会议                                           | 举办地         | 会场                       | 日程                | 备注 |
| -------------------------------------------------- | -------------- | -------------------------- | ------------------- | ---- |
| 财务部长・中央银行总裁会议                         | 福岡市中央区   | 希尔顿福冈Sea Hawk         | 6月8日 - 6月9日     |      |
| 劳动雇用部长会议                                   | 爱媛县松山市   | ANA Crowne Plaza Hotel松山 | 9月1日 - 9月2日     |      |
| 观光部长会议                                       | 北海道俱知安町 | Niseko HANAZONO Resort     | 10月25日 - 10月26日 |      |
| 农业部长会议                                       | 新潟市中央区   | 朱鷺展览馆                 | 5月11日 - 5月12日   |      |
| 贸易・数码经济部长会议                             | 茨城县筑波市   | 筑波国际会议场             | 6月8日 - 6月9日     |      |
| 为可持续成长的能源转换和有关地球环境的相关部长会议 | 长野县轻井泽町 | 轻井泽Prince Hotel         | 6月15日 - 6月16日   |      |
| 保健部长会议                                       | 岡山县岡山市   | Hotel Granvia岡山          | 10月19日 - 10月20日 |      |
| 外交部长会议                                       | 愛知县名古屋市 | 名古屋观光酒店             | 11月22日 - 11月23日 |      |

## 與會領袖
共计37个国家和国际组织参加。会上讨论有关全球可持续发展的8个主要议题，分别是“世界经济”“贸易与投资”“创新”“环境与能源”“就业”“女性赋权”“发展”和“健康”。除了以下的國家領導人，亦有其他在所屬國家有特殊地位的人出席發言，如美國總統當勞·特朗普之女伊凡卡·川普，以及荷蘭王后麥西瑪等。

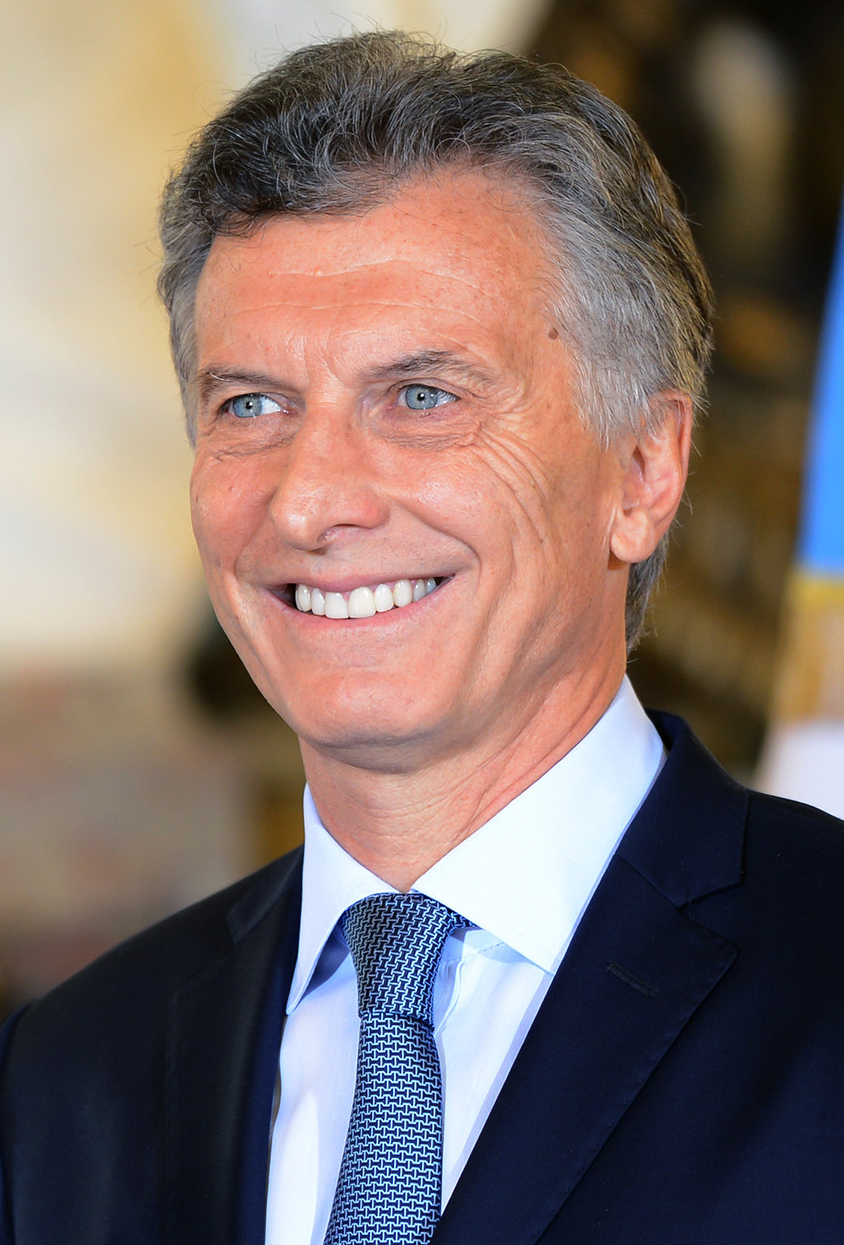
阿根廷 毛里西奧·馬克里
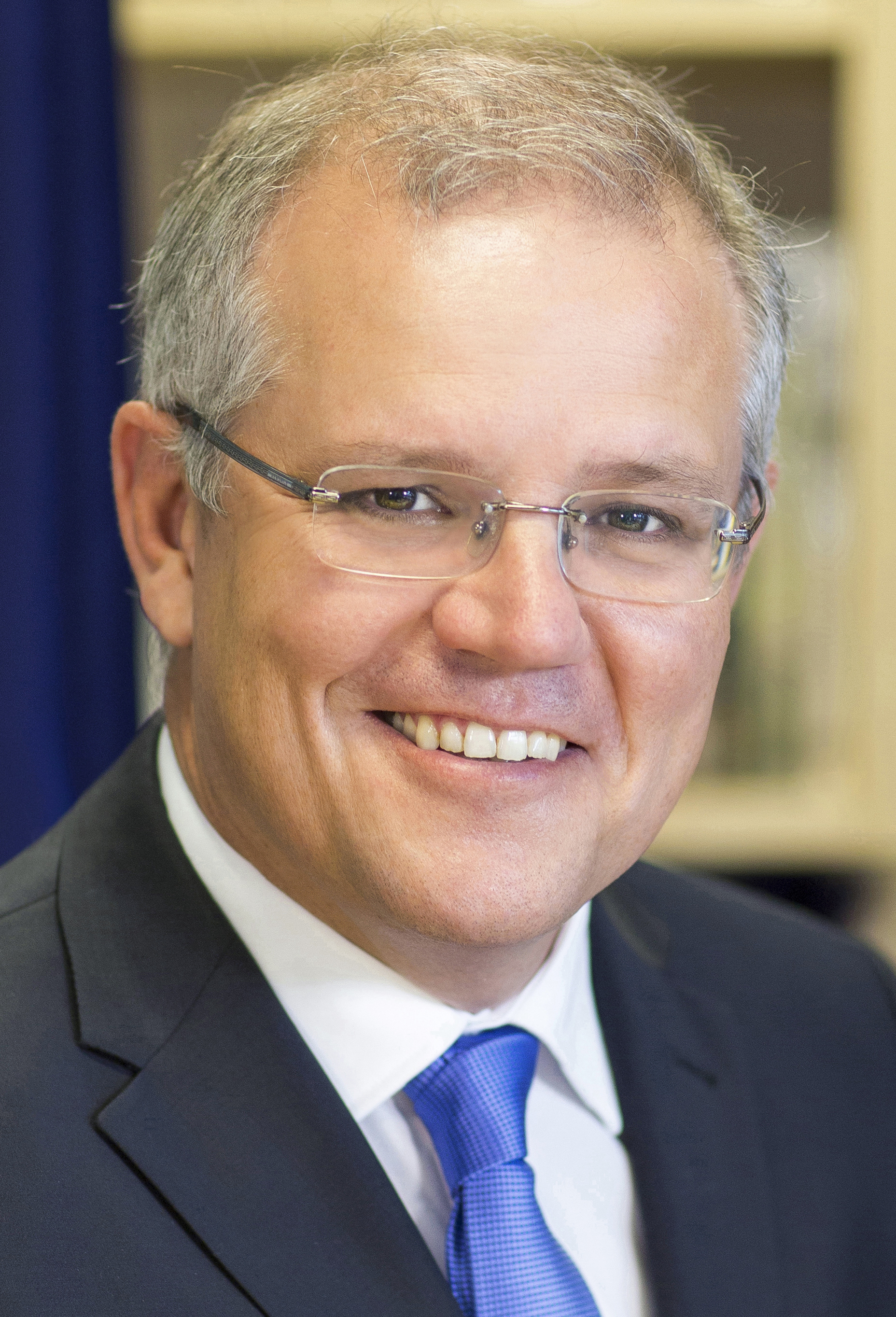
斯科特·莫里森
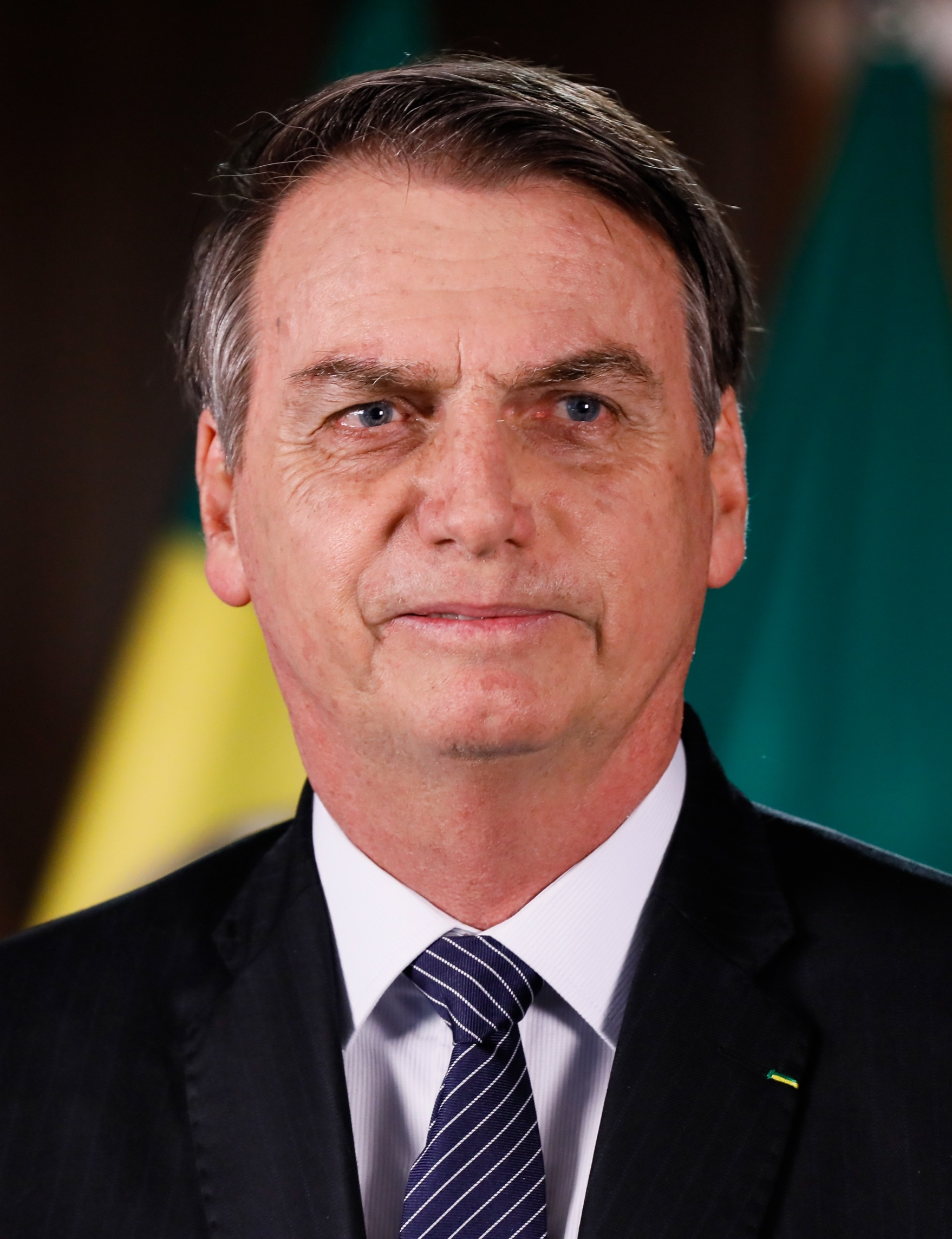
巴西 雅伊尔·博索纳罗
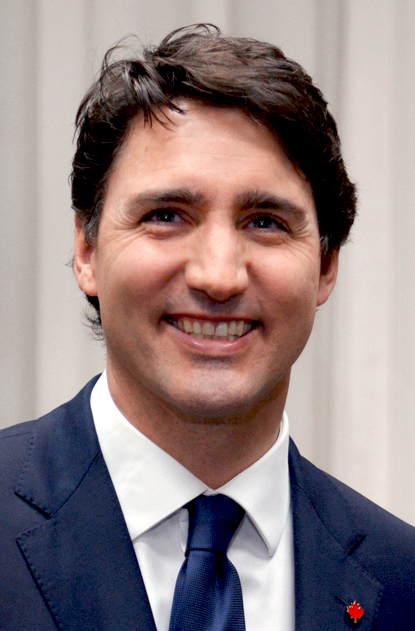
加拿大 賈斯汀·杜魯多
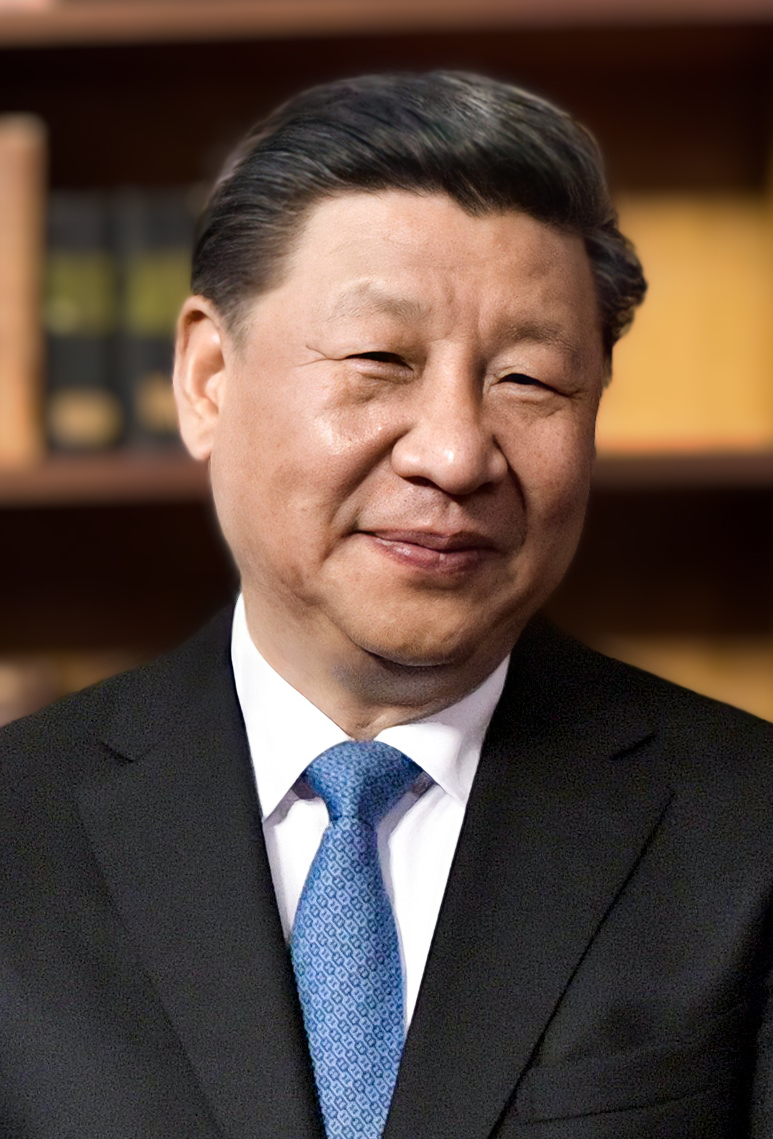
中华人民共和国 习近平
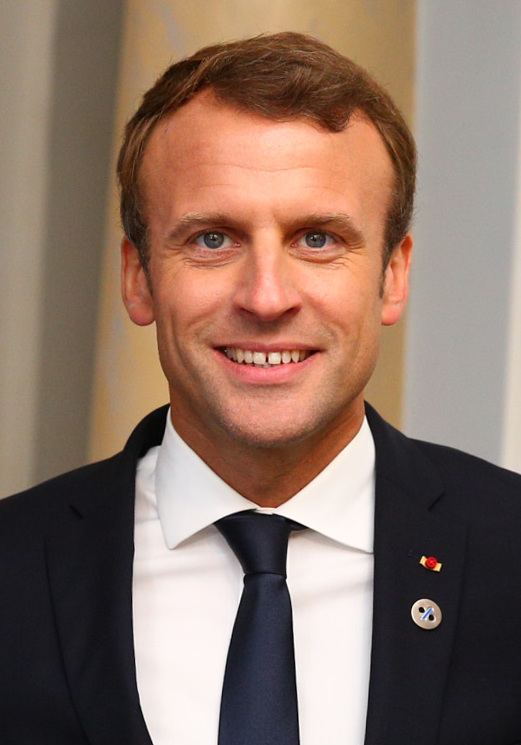
法國 埃马纽埃尔·马克龙
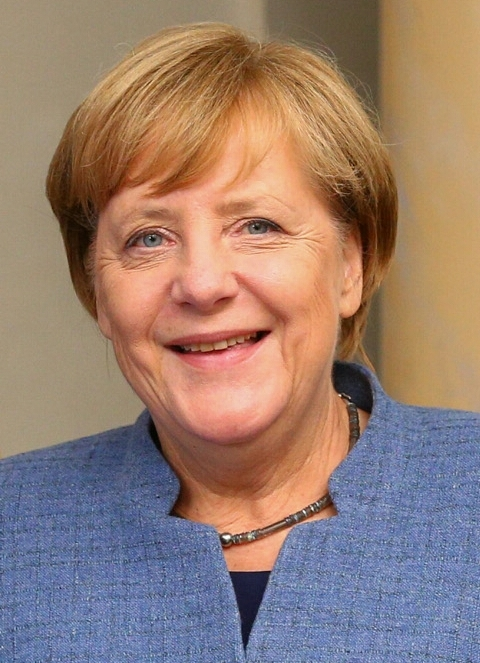
德国 安格拉·默克爾
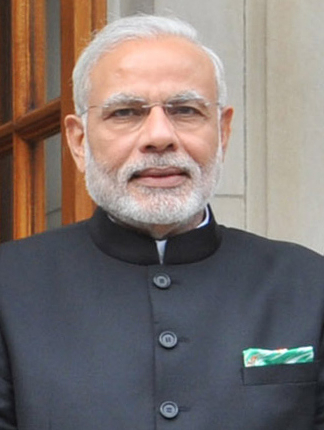
印度 纳伦德拉·莫迪
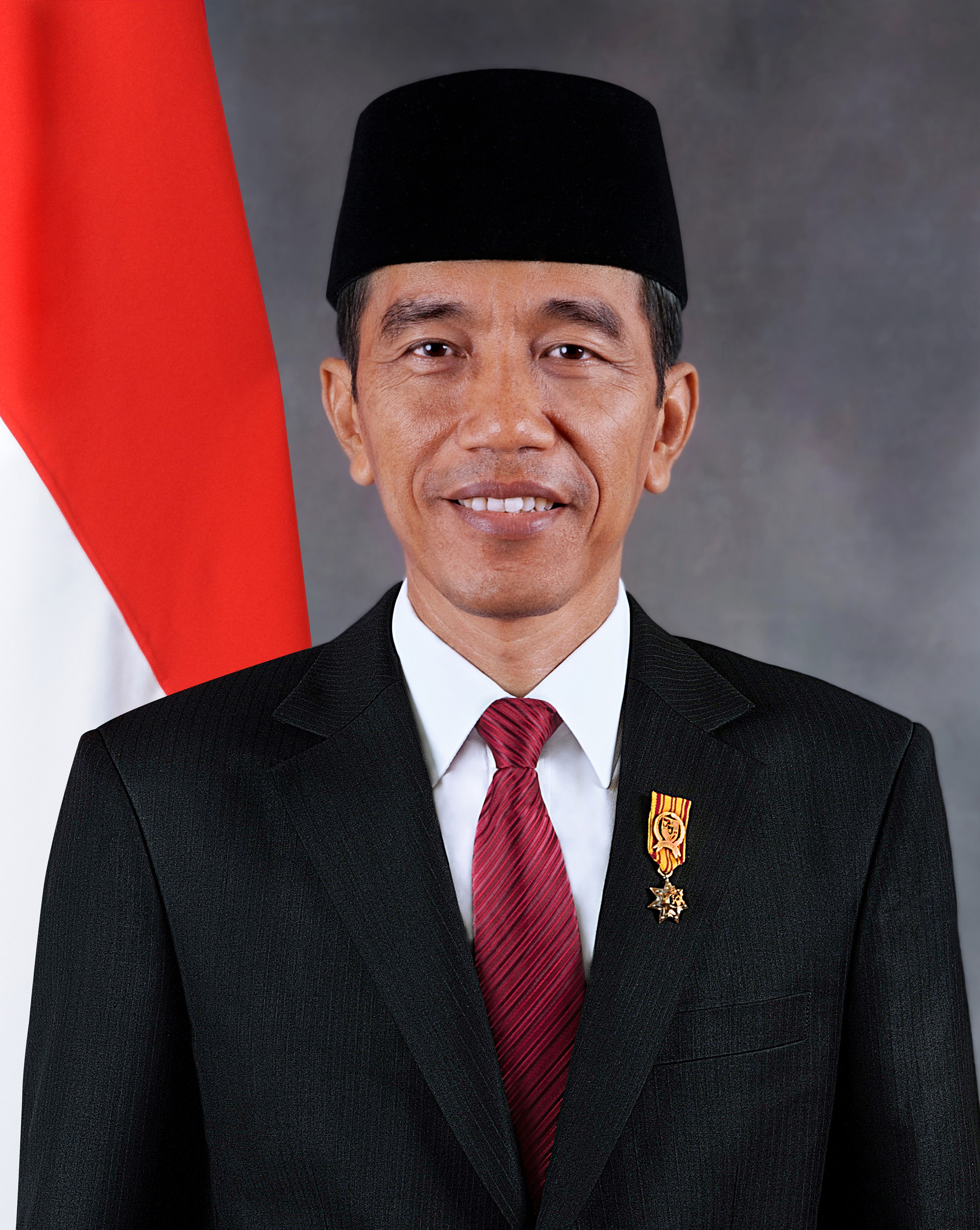
印度尼西亞 佐科·维多多
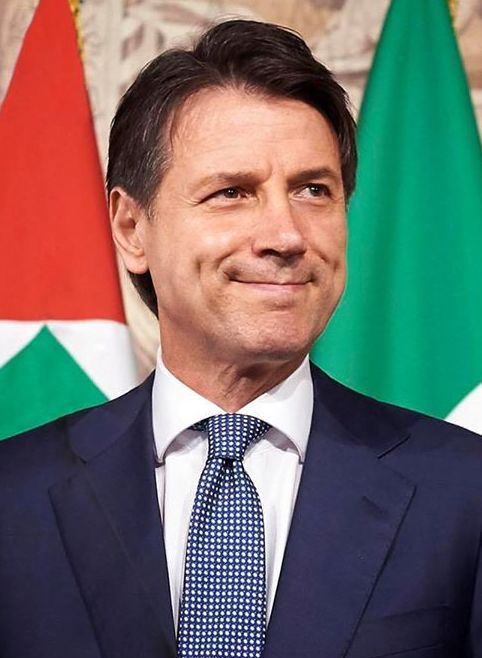
義大利 朱塞佩·康特
日本（主辦國） 安倍晋三
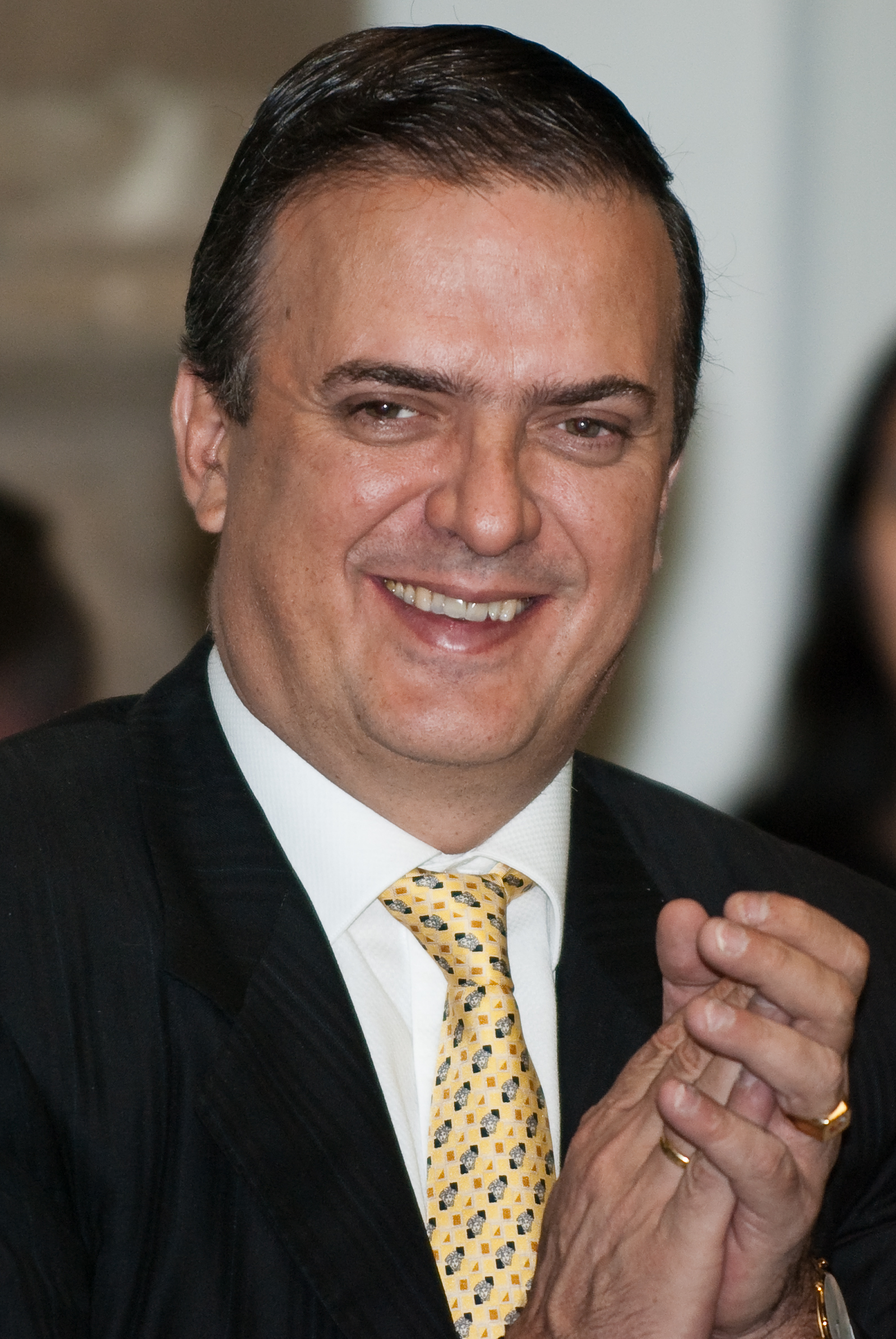
墨西哥外交部长 馬塞洛·埃夫拉德（英语：Marcelo Ebrard）（代洛佩斯·奥夫拉多尔总统出席）
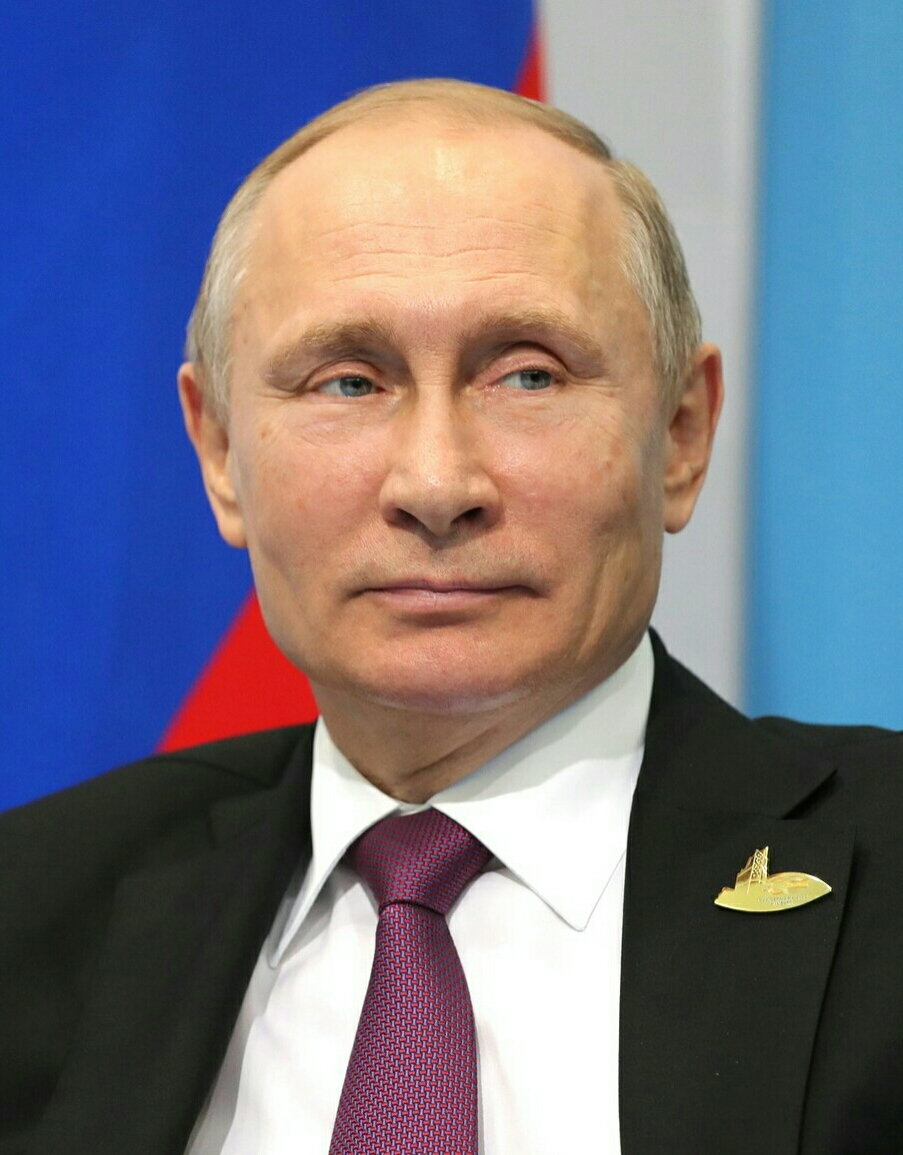
俄羅斯 弗拉基米尔·普京
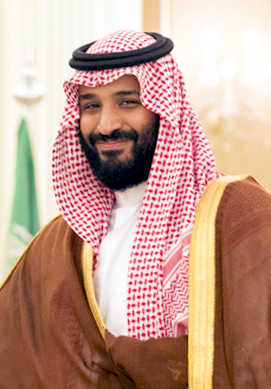
沙烏地阿拉伯王储 穆罕默德·本·萨勒曼·本·阿卜杜勒-阿齐兹·阿勒沙特（代萨勒曼·本·阿卜杜勒-阿齐兹·阿勒沙特国王出席）
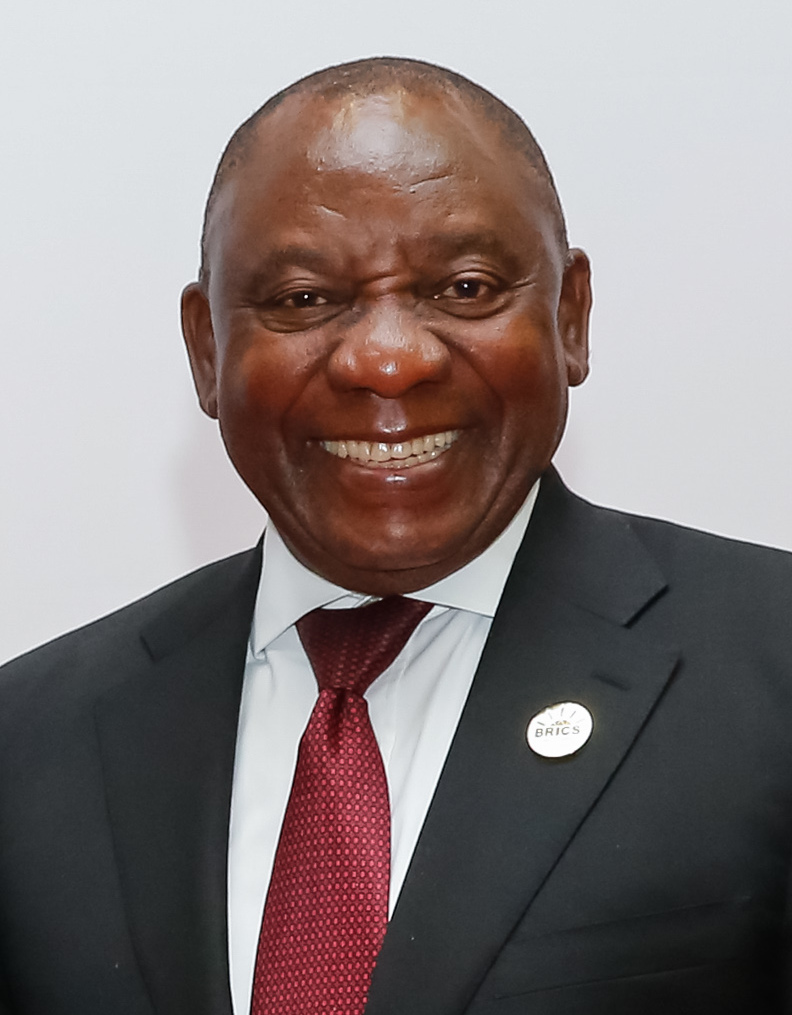
南非 西里爾·拉馬福薩
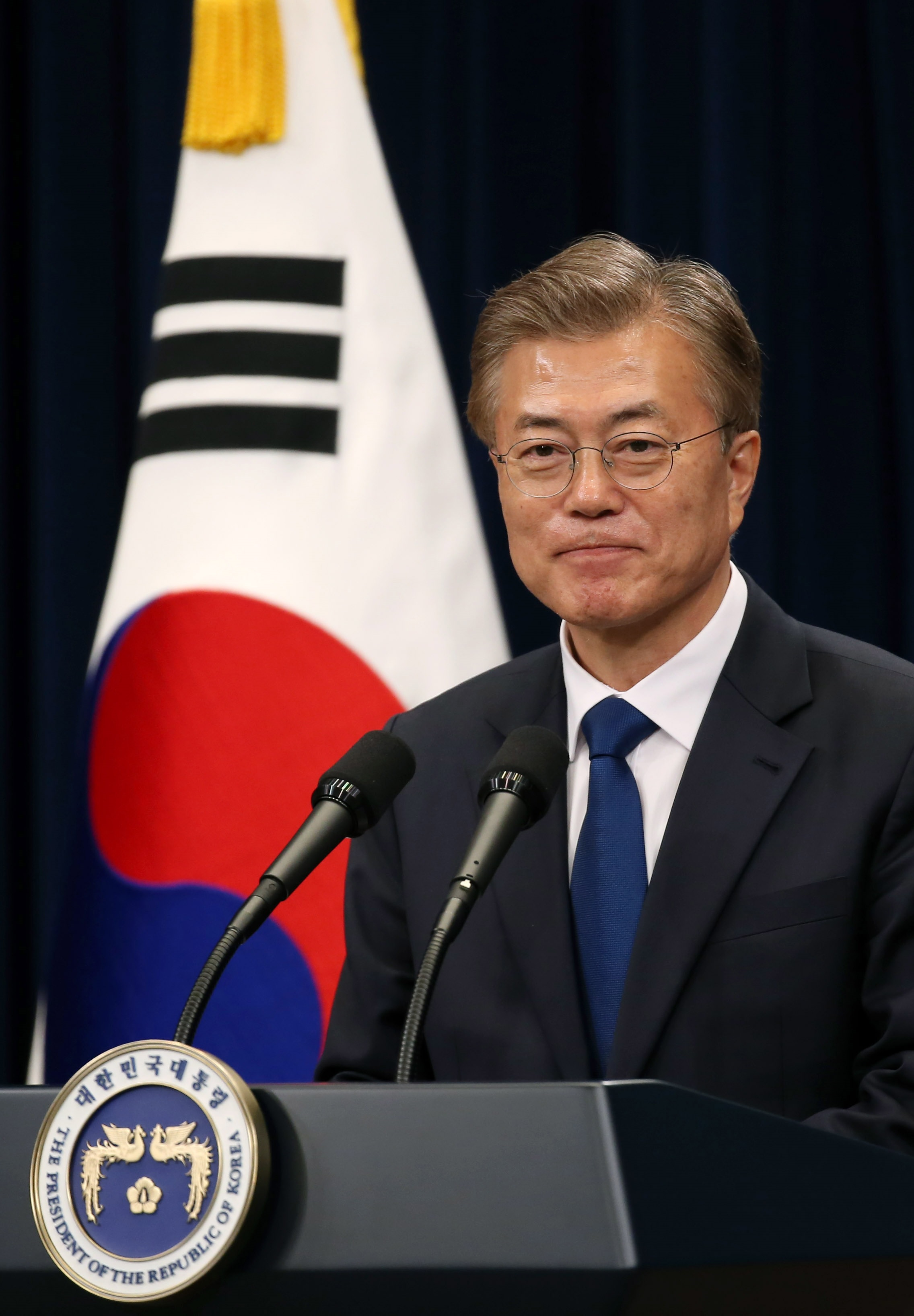
大韓民國 文在寅
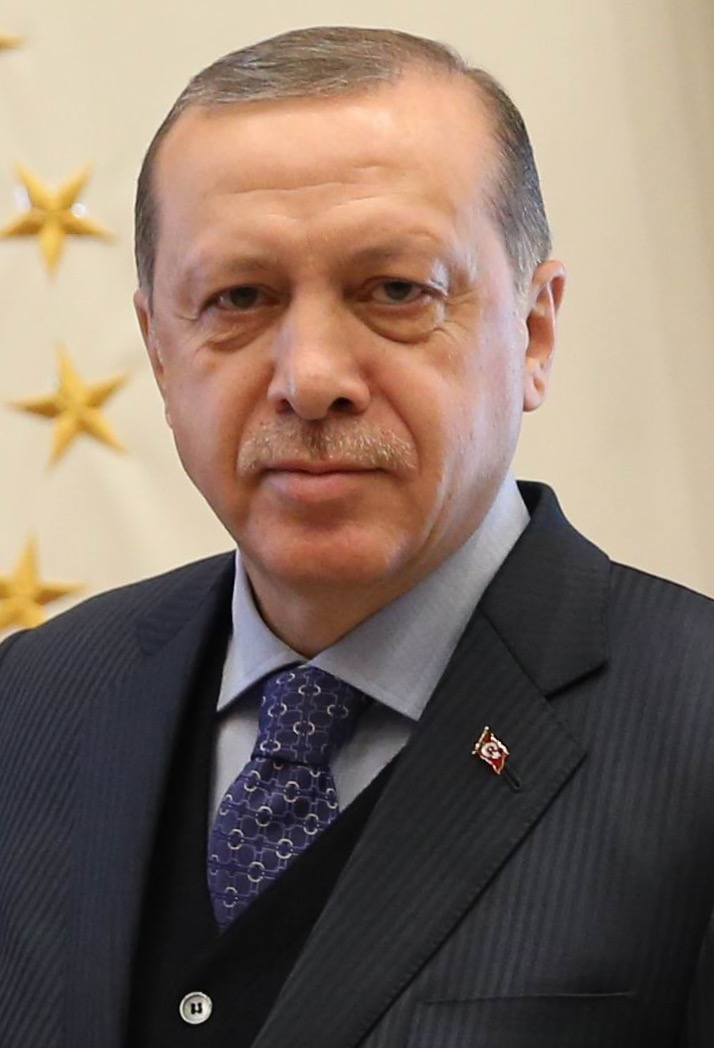
土耳其 雷杰普·塔伊普·埃尔多安
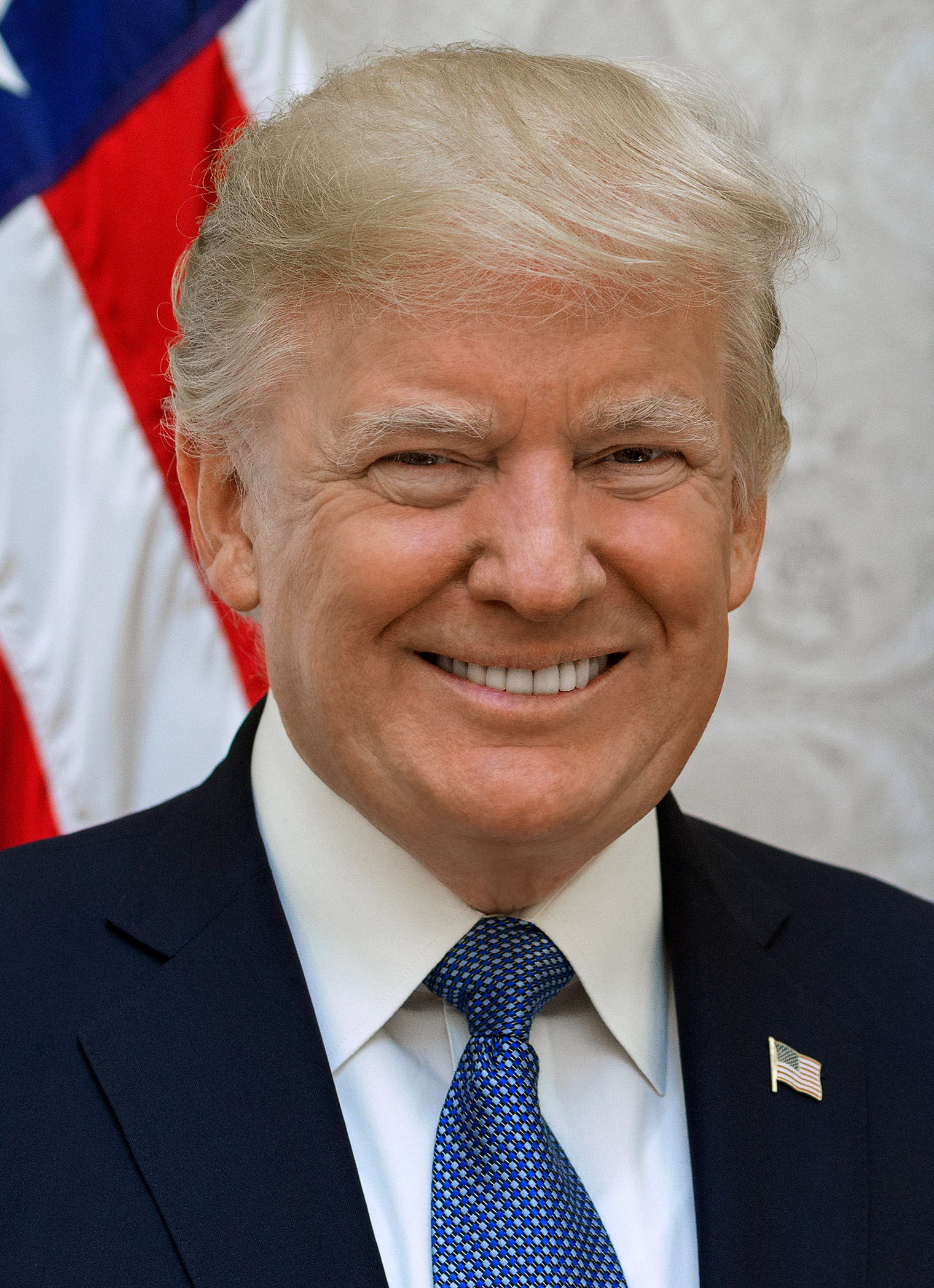
美国 唐纳德·特朗普
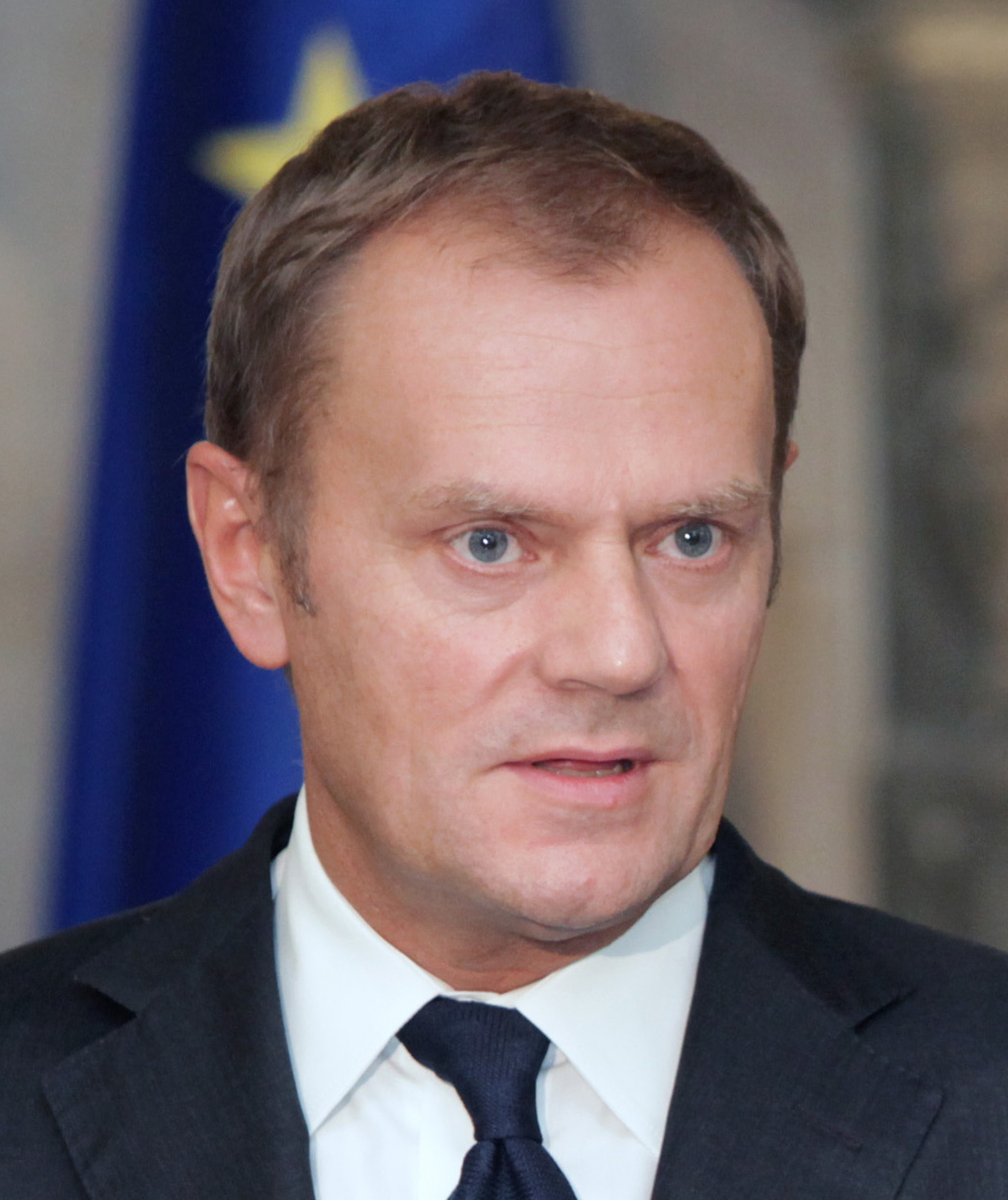
欧盟 唐納德·圖斯克
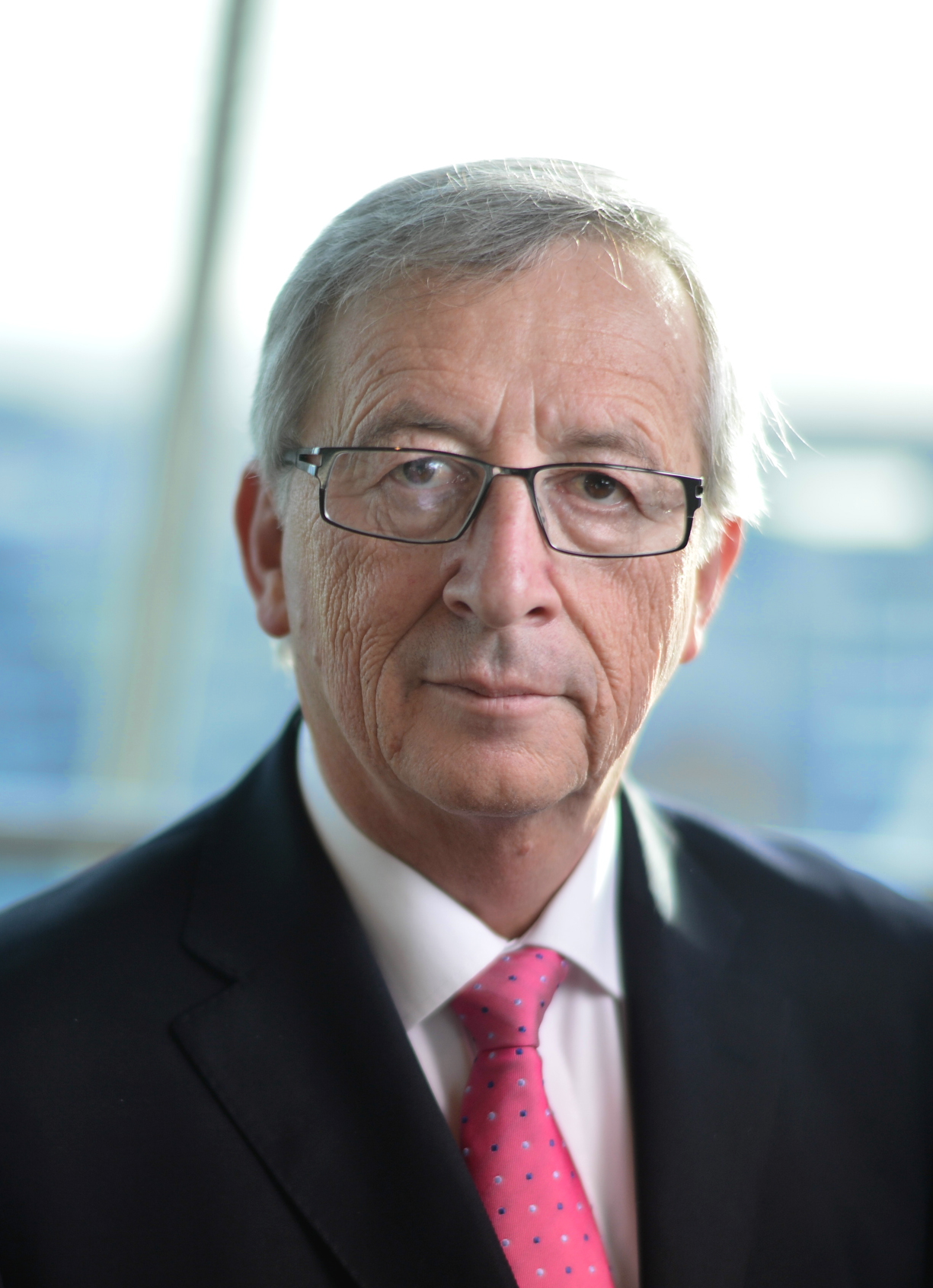
欧盟 尚-克勞德·榮克

### 嘉賓國領導人

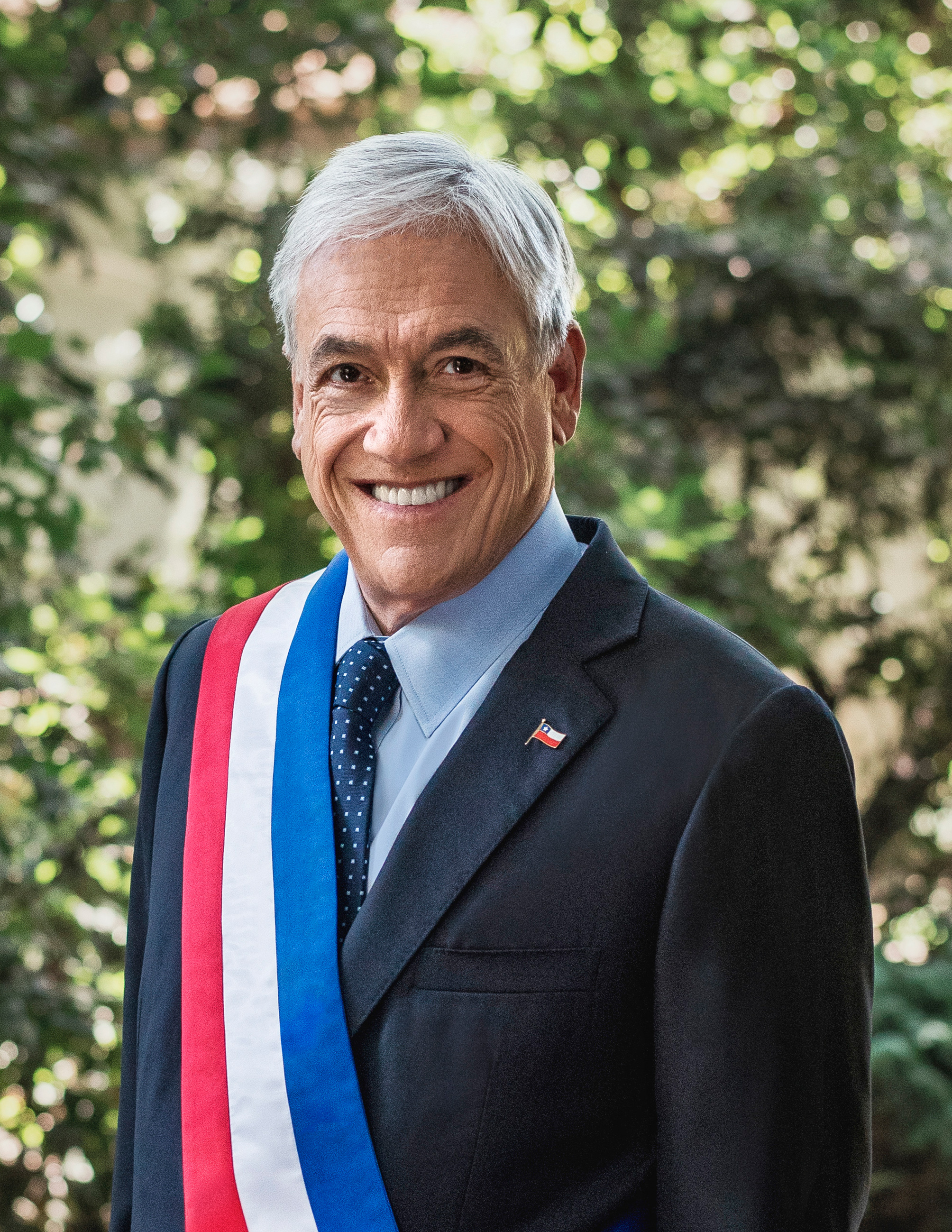
CHI总统 2019年亚太经济合作组织主席 塞巴斯蒂安·皮涅拉
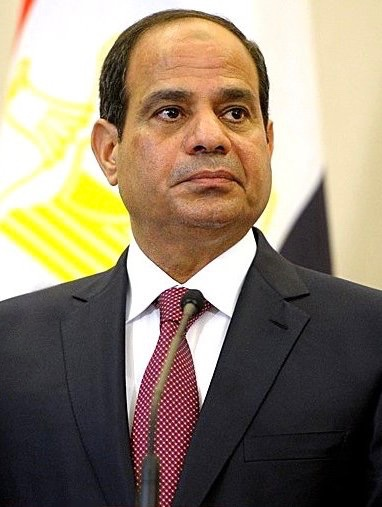
EGY總統 2019年非洲聯盟主席 阿卜杜勒-法塔赫·塞西
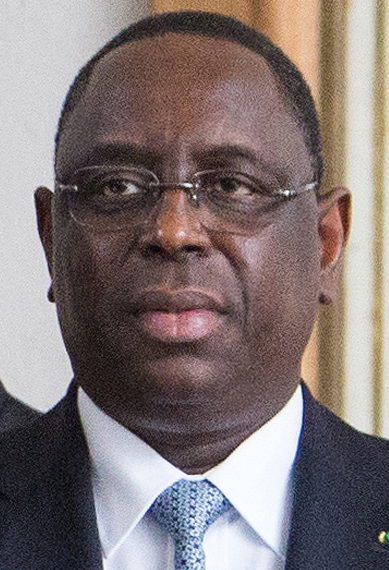
SEN總統 2019年非洲發展新夥伴關係主席 麦基·萨勒
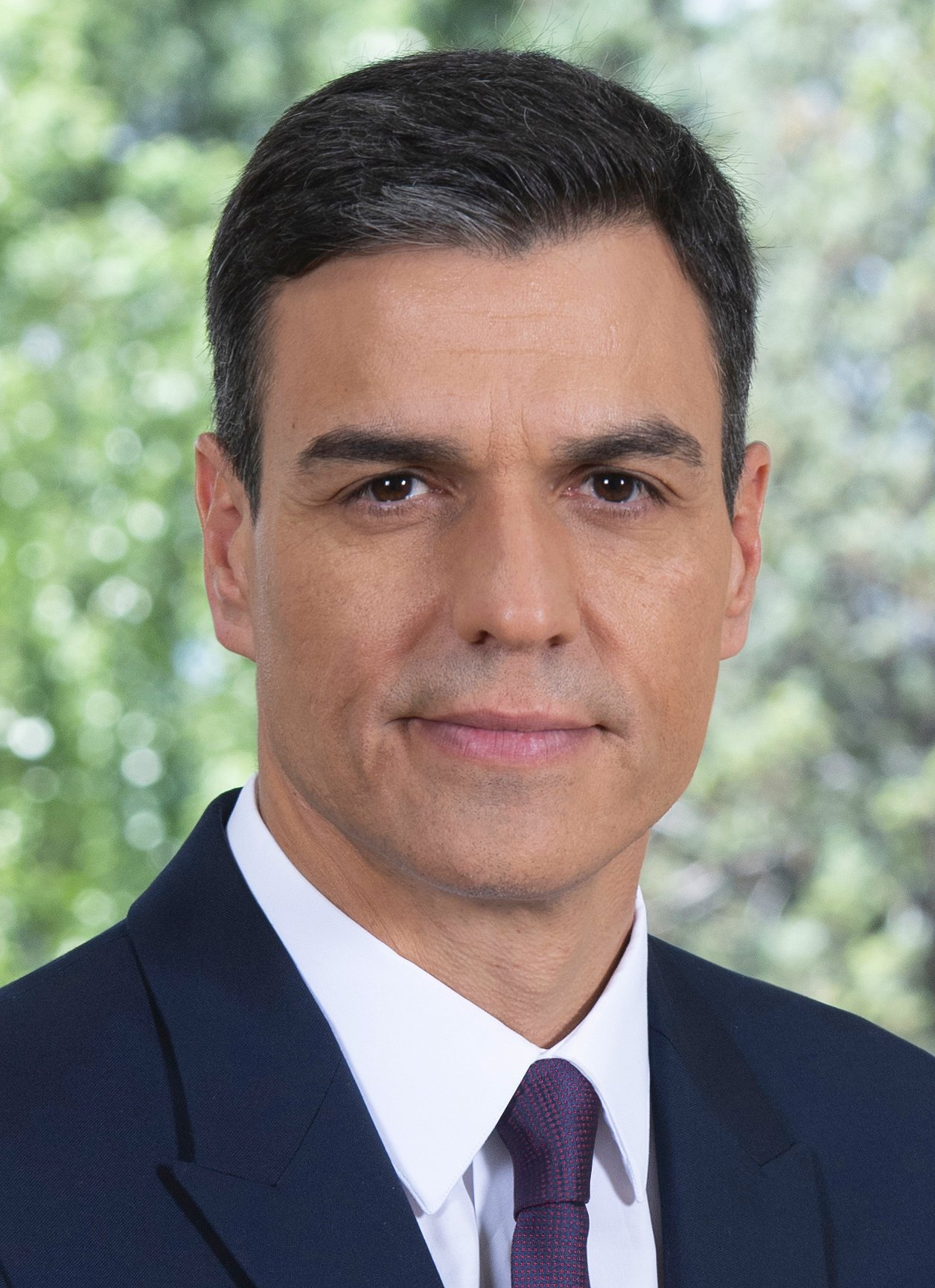
ESP首相 佩德羅·桑切斯 永久受邀嘉賓
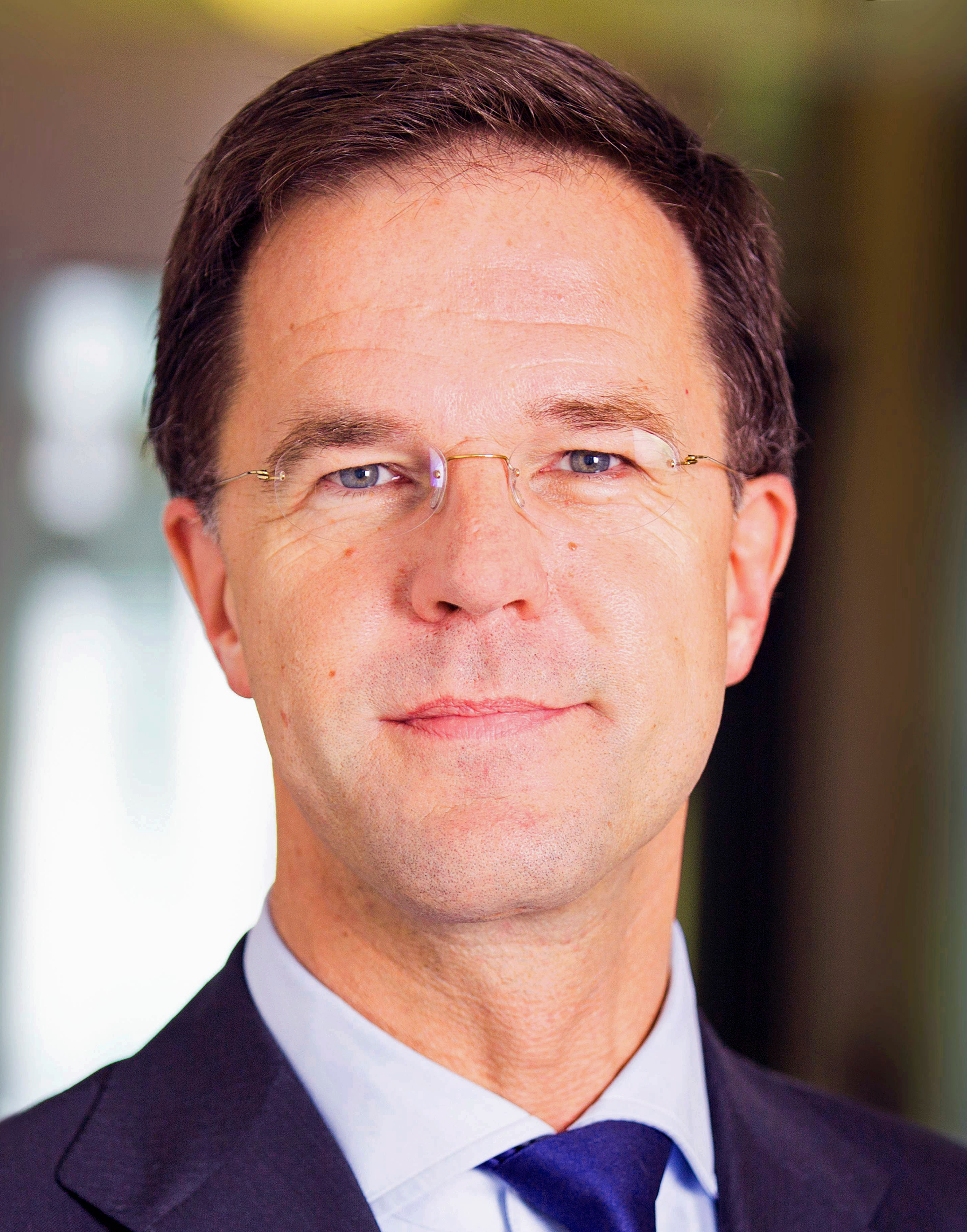
NLD首相 馬克·呂特
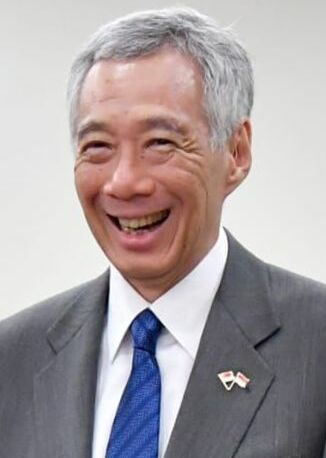
SIN總理 李顯龍
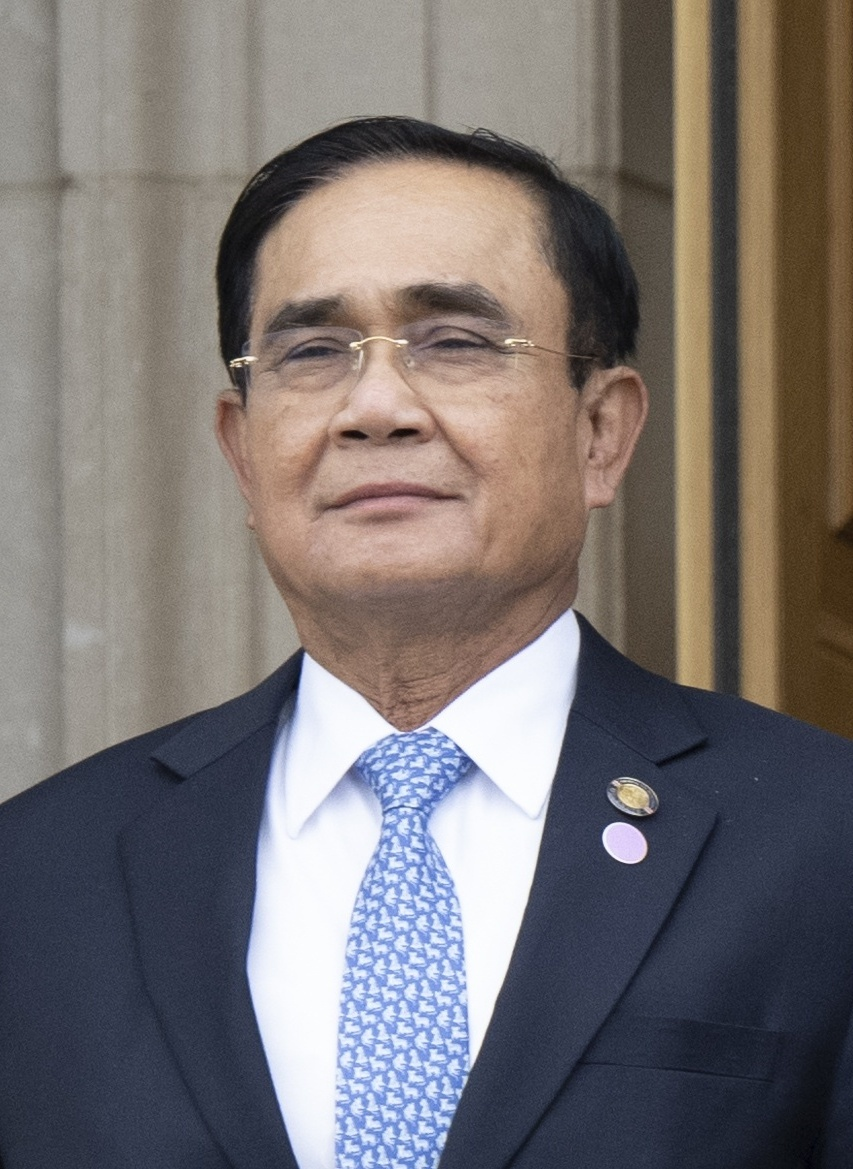
THA總理 东盟轮值主席 巴育·占奥差
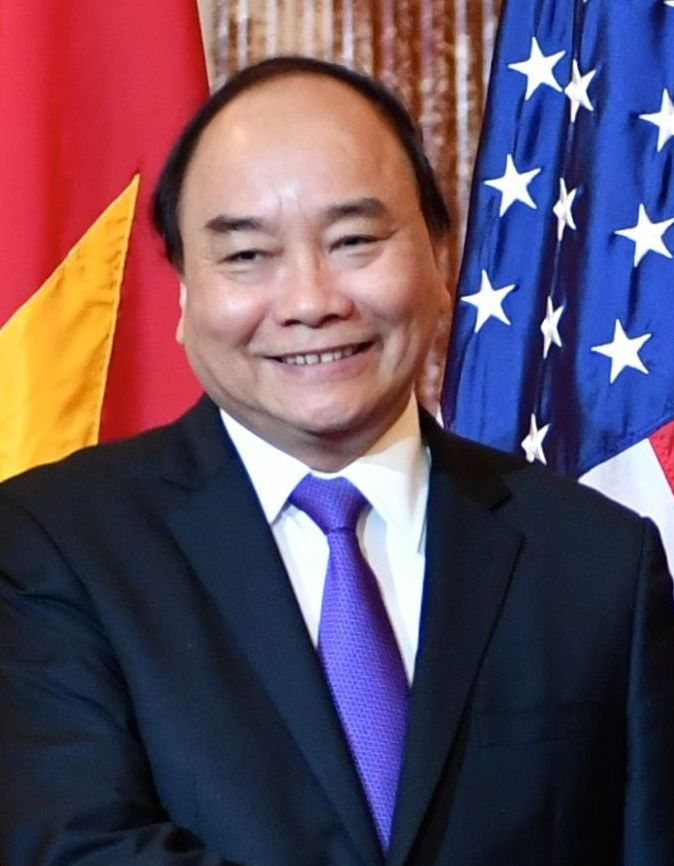
VNM總理 阮春福

- 智利总统
2019年亚太经济合作组织主席
塞巴斯蒂安·皮涅拉
- 埃及總統
2019年非洲聯盟主席
阿卜杜勒-法塔赫·塞西
- 塞内加尔總統
2019年非洲發展新夥伴關係主席
麦基·萨勒
- 西班牙首相
佩德羅·桑切斯
永久受邀嘉賓
- 荷蘭首相
馬克·呂特
- 新加坡總理
李顯龍
- 泰國總理
东盟轮值主席
巴育·占奥差
- 越南總理
阮春福

### 国际组织嘉宾

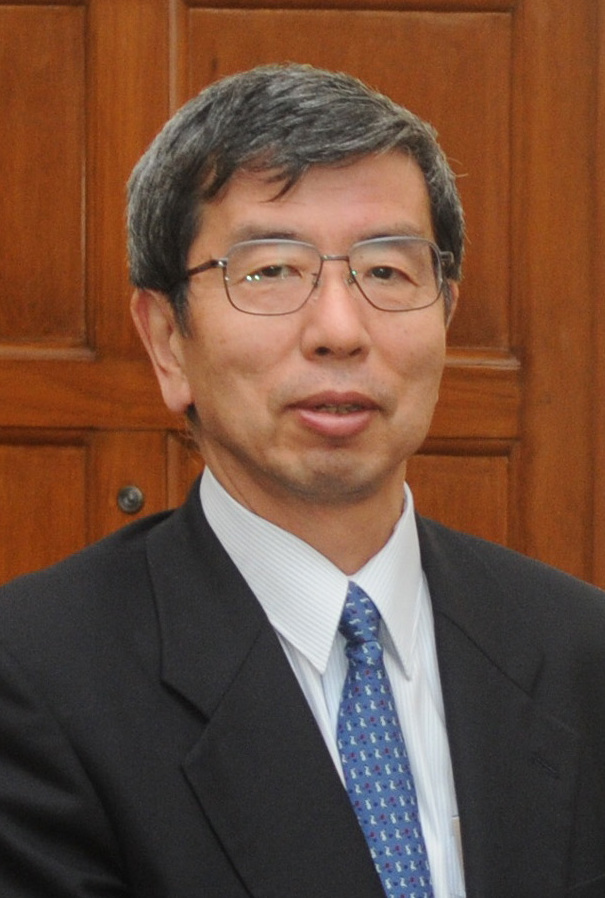
亚洲开发银行行长 中尾武彦
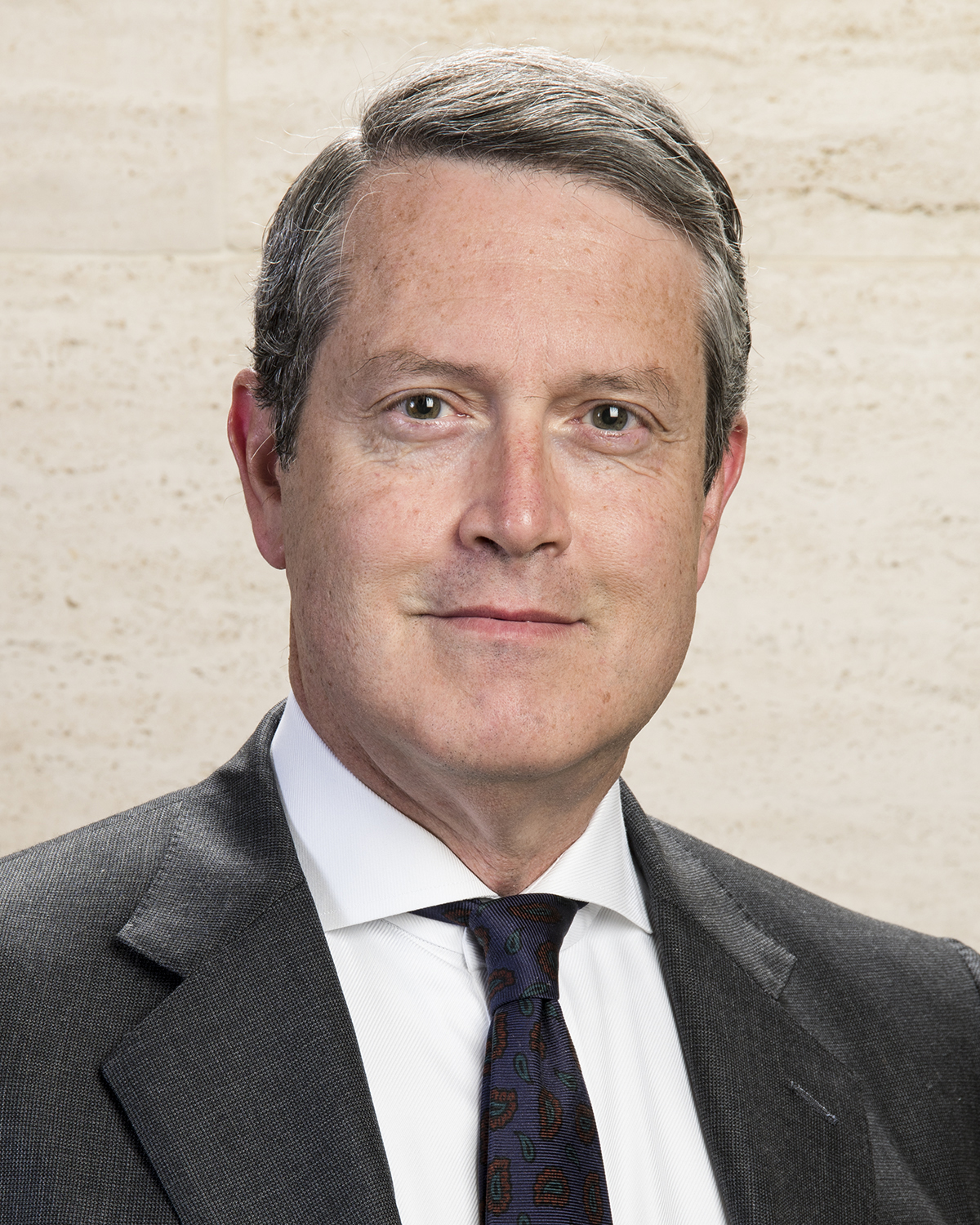
金融稳定委员会主席
蘭德爾·誇爾斯（英语：Randal Quarles）
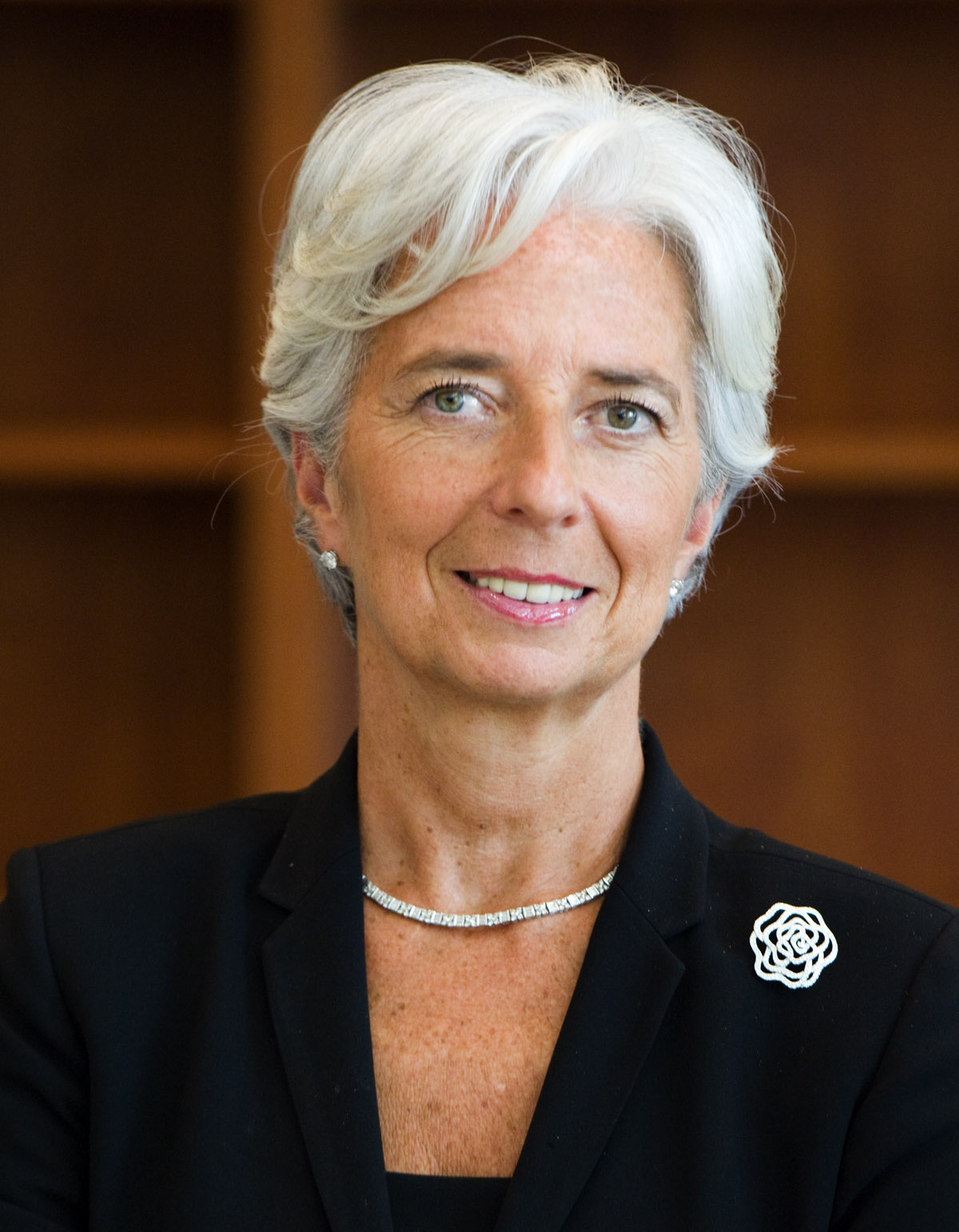
國際貨幣基金組織总裁 克里斯蒂娜·拉加德
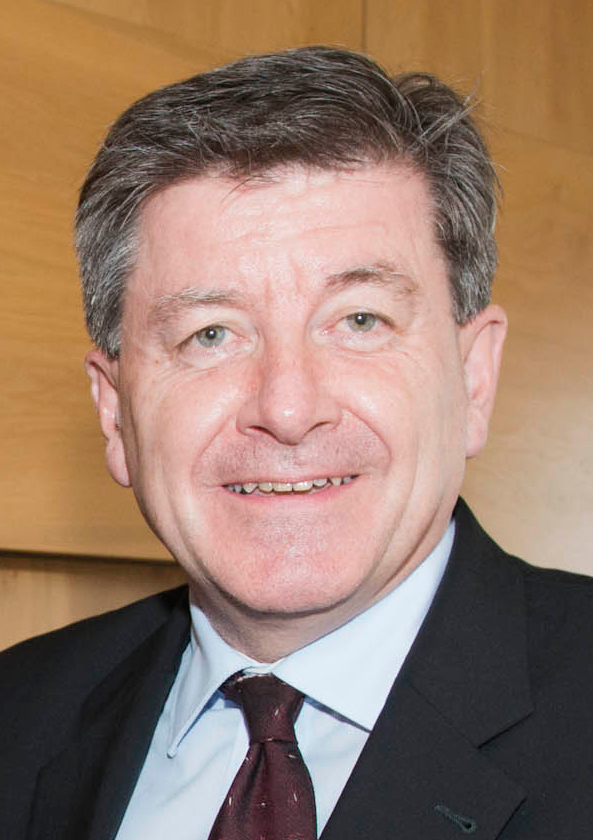
国际劳工组织
总干事蓋伊·萊德（英语：Guy Ryder）
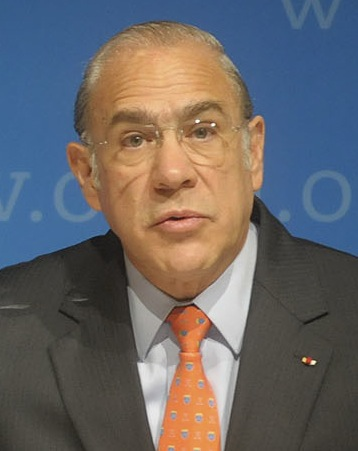
经济合作与发展组织秘书长
何塞·安赫尔·古里亚（英语：José Ángel Gurría）
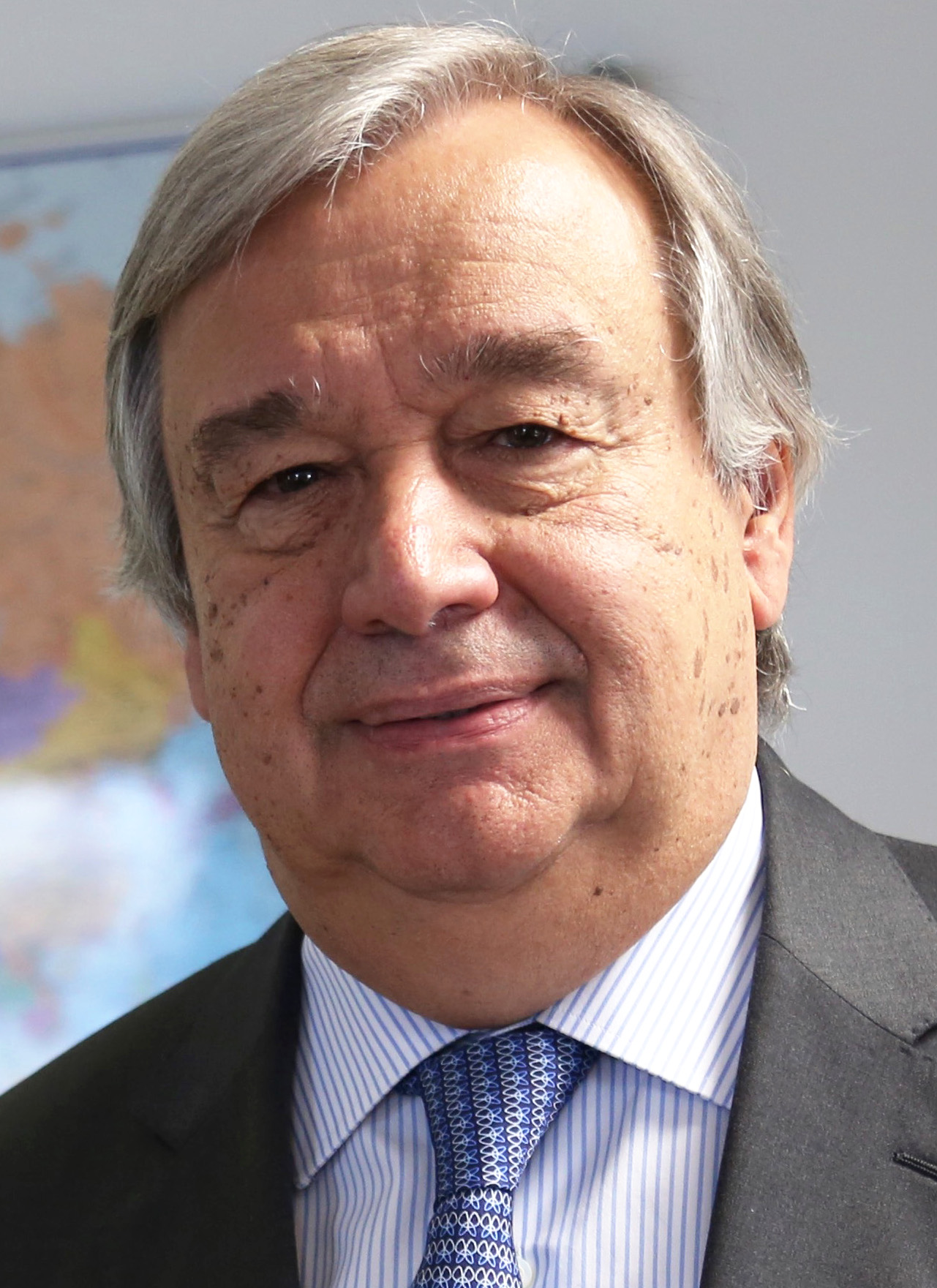
联合国秘书长 安东尼奥·古特雷斯
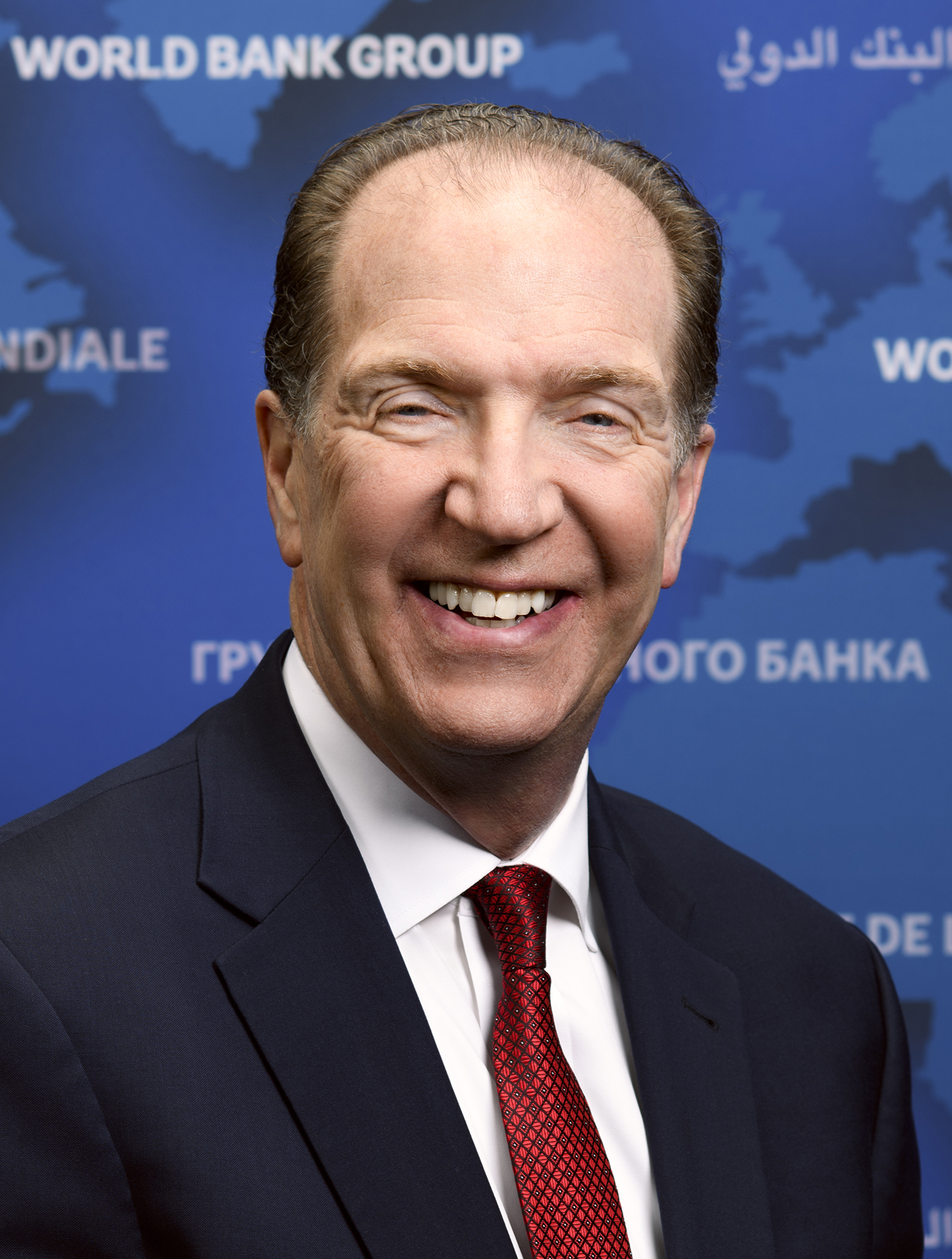
世界银行行长 大卫·马尔帕斯
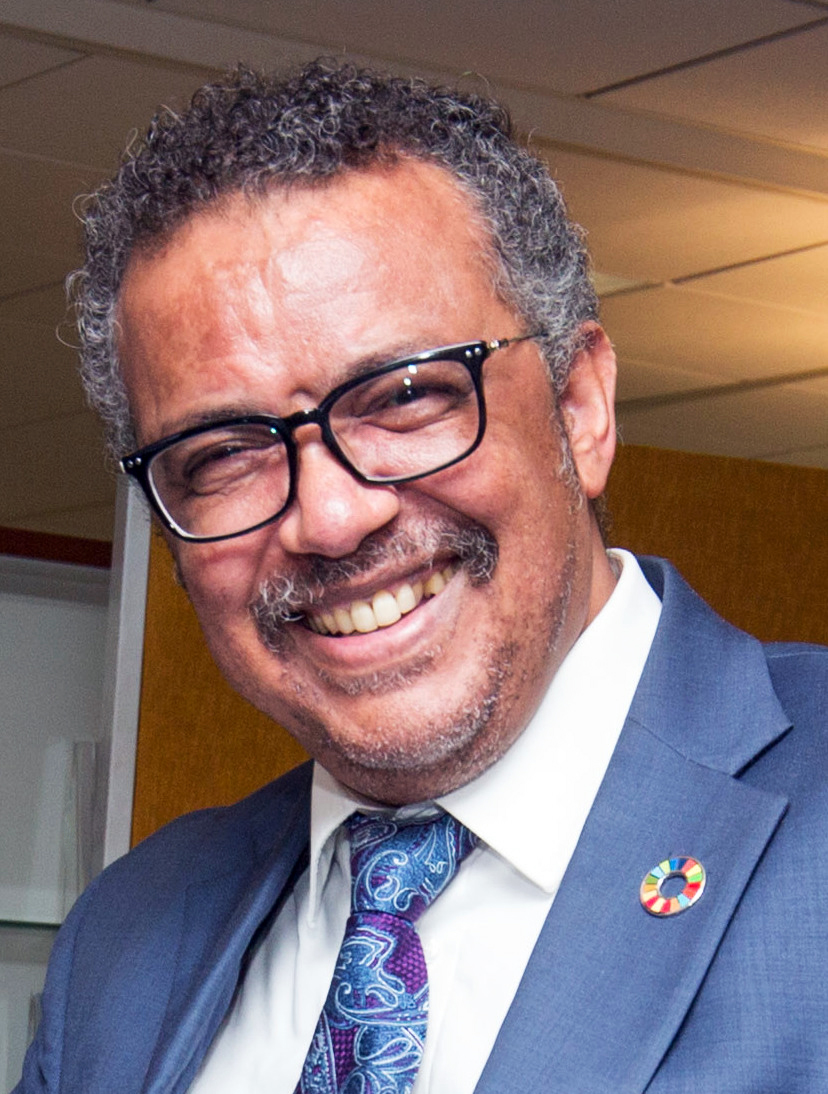
世界卫生组织总干事 譚德塞
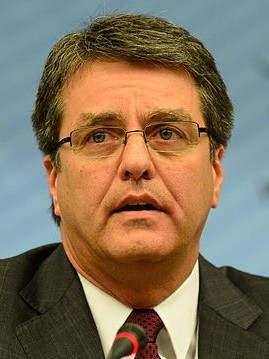
世界贸易组织总干事 罗伯托·阿泽维多

## 文化活动
6月28日晚上，在大阪城天守閣前的合影留念过后，各国首脑参加了于大阪城公園进行的文化活动，欣赏狂言師野村萬齋的三番叟表演、钢琴家辻井伸行的《花正在開》《钟》演奏和歌剧家中丸三千繪的演唱。文化活动之后是在大阪迎賓館举行的晩餐会。

## 对民众的影响
- 举办日前后的6月27日至30日，以大阪府内为中心进行大规模交通管制[31]。大阪站和大阪城附近共9个区域的普通道路限制一般车辆和摩托使用，阪神高速1号环状线和4号湾岸线等从早到晚禁止通行[31]。警察上路检查来往关空联络桥和咲洲的所有车辆[31]。
- 为确保峰会会场附近安全，6月27日至29日，中埠頭站关闭3天，禁止使用[32]。

## 争议与抗议活动

### 香港逃犯修訂條例爭議
就香港的逃犯條例修訂草案问题，有香港人通过网络众筹，在日本、美國、德國、澳洲、台灣、韓國、加拿大等多地报纸购买广告版面刊登公开信，争取国际社会对反修例的关注与支持。6月27日晚，有香港学生等约40人在大阪街头集会，重申撤回修例等诉求，呼吁国际社会关注。香港本地亦有数次集会和游行要求G20关注香港问题。
6月25日，中华人民共和国外交部发言人表示2019年香港“反送中”抗议活动属于中国内政，“G20不會討論香港問題，中方亦不允許G20討論香港問題”。但据内阁官房副長官西村康稔，27日安倍晋三在与习近平会谈中有提及香港形势，告知其“一国两制下自由开放的香港之繁荣是重要的”。美國總統特朗普亦曾與習近平談及香港的情況。

### 中國大陸的新疆及香港人權問題
6月27日下午，住在日本的新疆出身者约150人于大阪市内游行，要求改善维吾尔族人权状况。6月28日下午，世界维吾尔代表大会前主席热比娅·卡德尔等少数民族人士和支持香港独立的香港民族党召集人陈浩天在大阪市内举行记者会，抗议300万人以上被强制送往新疆集中营等中华人民共和国政府的民族压迫政策，以及批判香港政府“忠于中国的殖民统治”，并于会后走上街头集会。中華人民共和国政府此前要求日本拒绝现居美国的热比娅·卡德尔于G20前后入境，但日本政府依旧签发签证并准许其进入日本。

### 環境保護問題
6月27日，神户和大阪有市民游行，要求G20讨论气候变化对策；其中环保NGO成员于神户制钢所的煤炭火力发电厂附近游行，要求停用煤炭发电，选择自然与清洁能源。6月28日，反对峰会的群众在大阪港区的公园集会后游行，他们认为“G20讨论的问题只是有利于一些国际资本，和我们的生活无关”。

## 大阪宣言
2019年二十國集團大阪峰會在通过首脑宣言后闭幕：
- 努力确保市场开放，实现自由公平、无歧视和具有透明度的贸易与投资环境[45]
- 尽快改革世界贸易组织[46]
- 各国同意在2050年前，能将海洋塑胶垃圾减为零[47]
- 在美国强烈反对下，首脑宣言连续两年未加入「对抗保护主义」等字眼[47]
- 与会19国支持针对气候变迁议题达成共识的《巴黎协定》，唯独美国不支持[48]

## 其他
- 6月27日，大阪市港区阪神高速上护卫中华人民共和国领导人習近平车队的一辆警车爆胎[49]，之后又有一辆警车侧翻[50]。
- 日本网络热议6月28日上午正式会议前举行的数字经济特别活动座位过挤[51]。

- 6月29日上午，习近平在与唐納·川普会面，习近平提到乒乓外交时，多次将「乒乓」（pīng pāng）读成“冰邦”（bīng bāng）[52][53][54]。